# Heredograma
O Heredograma é uma representação gráfica da história familiar, apresentando os vínculos de parentesco e as características genéticas, que estão segregando na família, como por exemplo, doenças. É muito semelhante a uma árvore genealógica.O heredograma tem como finalidade facilitar o trabalho dos cientistas na hora de se estudar o passado genético e familiar de uma pessoa ou animal. Ele é muito útil em Medicina, pois permite que se represente com um desenho uma quantidade muito grande de informações.
Existem recomendações internacionais para os símbolos a serem usados nos heredogramas .

## Representação
Algumas representações principais em um heredograma:
- Círculos ~ Mulheres.
- Quadrado ~  Homens.
- Losango ~ Sexo indefinido.
- Preenchimento de alguma dessas figuras: indica característica genética pertinente ao indivíduo.
- Linha na horizontal ligando essas figuras: indica o acasalamento comum.
- Linhas duplas na horizontal ligando essas figuras: indicam acasalamento consanguíneo.
- Linhas em verticais saindo dessas figuras: indicam filhos dos casais.